# Widonen
Die Guidonen (auch Widonen, oder Lambertiner) waren eine adlige, ursprünglich fränkische Familie, die von der Mitte bis zum Ende des 9. Jahrhunderts das langobardische Herzogtum Spoleto in Italien beherrschten. Aufgrund ihrer erheirateten Verwandtschaft mit den Karolingern und der Macht, die sie über die Stadt Rom und den Papst hatten, erlangten sie 889 den Titel eines Königs von Italien, und drei Jahre später sogar die römische Kaiserwürde.

## Stammliste
Graf Wido († 802/814) ist Nachkomme und Besitznachfolger des Warnharius, der um 742 das Kloster Hornbach in der Pfalz stiftete; ebenfalls Nachkommen des Warnharius sind Willigart (828 Schenkerin von Wilgartswiesen (Pfalz)) und ihr Nepos Warharius; zu den Besitznachfolgern und vermutlich auch zu den Nachkommen Warnharius’ gehört darüber hinaus Werner, der Stammvater der Salier, wodurch die Verwandtschaft der beiden Familien belegt ist: Kaiser Heinrich IV. betonte 1105, dass Hornbach von seinen Vorfahren gegründet wurde.
1. Gerwin, Graf von Paris Ende des 7. Jahrhunderts[1]; ⚭ Gunza, Schwester von Basinus, Erzbischof von Trier
  1. Liutwin, † 722, Bischof von Reims, Bischof von Trier, Gründer der Abtei Mettlach[2] ⚭ NN, wohl Tochter des Hausmeiers Chrodobertus II. (Robert II.) (Robertiner)[3]
    1. Wido, † 739, Graf, vielleicht identisch mit dem 739 hingerichteten Laienabt Wido von Fontenelle
    2.  ? Rotrude von Trier, * 690, † 724, erste Frau von Karl Martell
    3. Milo von Trier, Bischof von Trier, Bischof von Reims[4]
    4.  ? Warnharius, † nach 771, Bruder Adalberts (siehe unten), stiftet um 742 das Kloster Hornbach in der Pfalz[5]
      1. Nantharius (Nanther)
      2. Erluin (Herloin), um 742 bezeugt, überträgt seine Besitzrechte an Hornbach auf Wido
      3. Rotharius

    5.  ? Adalbert, um 742 bezeugt, † nach 771, Bruder Warnharius’ (siehe oben)

1. Lantbert, „entfremdet“ wohl als Verwandter des Gründers Liutwin 757/768 das Kloster Mettlach, wohl 782 weist König Karl die Ansprüche seiner Söhne auf Mettlach ab; ⚭ wohl Deotbric, möglicherweise aus dem Haus der Buviniden
  1. Guido von Nantes, † 802/814, Graf, 796 Tradent an Kloster Hornbach und gemeinsam mit seinem Bruder Warnharius Besitzer desselben, 799 Markgraf der Bretonischen Mark, 802 Missus Regius in der Touraine
    1. Lambert I. von Nantes, † zwischen 1. September und 10. November 836 in Italien an einer Seuche, Graf, Markgraf der Bretonischen Mark, 818/830 Graf von Nantes und Angers 834 vertrieben, 819/833 gemeinsam mit einem Herard Besitzer von Kloster Hornbach, geht 834 mit Kaiser Lothar I. nach Italien
      1. Wido I. von Spoleto, Graf, vor 842/844 von Kaiser Lothar in Besitz des Klosters Mettlach gesetzt, wohl ab 842 bis 858/60 Graf und Herzog von Spoleto, Schwager von Siconulf, Herzog von Benevent und Fürst von Salerno; ⚭ wohl 834/838 Itana, Tochter von Herzog Sico von Benevent oder Nachkomme der Familie der Welfen.
        1. Lambert, † 880 vor dem 8. Juli, Graf, 858/860–871 und 875/876–879 Graf und Herzog von Spoleto, um 879 auch Markgraf von Spoleto, 875/876 kaiserlicher „Defensor Patrimonii Sancti Petri“, 876/878 von Papst Johannes VIII. adoptiert, 878 wegen eines Überfalls auf Rom exkommuniziert; ⚭ NN
          1. Wido (II.), † 882/883, Graf, Herzog von Spoleto 879/880–882/883
          2. „mehrere Kinder“

        2. Guido von Spoleto, † 12./30. Dezember 894 am Taro, Graf, 875/876-wohl 887/888 Graf und Markgraf von Camerino, 875/876 „Defensor Patrimonii Sancti Petri“, 882/883-wohl 887/888 Graf und Herzog von Spoleto, 886 von Papst Stephan V. adoptiert, März 888 in Langres zum König von Neustrien (Westfrankenreich) ernannt, tritt zurück Februar 889 in Pavia zum König von Italien ernannt, 21. Februar 891 Römischer Kaiser, Vetter von Markgraf Adalbert von Ivrea († nach 928) und Erzbischof Fulko von Reims († 900), bestattet in Parma; ⚭ um 870/876 Ageltrude, † nach 27. August 923 als Nonne in Fontana Brocoli bei Salsomaggiore, Gräfin, 894 Regentin, Tochter von Adalgis, Herzog von Benevent
          1. Lambert von Spoleto, † 15. Oktober 898 auf der Jagd bei Marengo, Graf, Mai 891 Mitkönig, 892, wohl am 23. Februar Mitkaiser, 894 König von Italien und Kaiser, bestattet in Piacenza
          2.  ? Itta; ⚭ um 875/878 (sie hatte 898 drei erwachsene Kinder) Waimar, Graf von Salerno, Prätendent des Herzogtums Benevent, wohl 886/887 byzantinischer Patrikios, 897 geblendet, † Februar/März 901
          3.  ? Wido IV., † von Graf Alberico ermordet August 897, wohl 887/888, sicher 891/895 bis wohl 898 Graf und Herzog von Spoleto, Markgraf von Camerino, 895/897 Herzog von Benevent

        3. Rothilde, † nach 24. Mai 884, ⚭ vor 863 Adalbert (I.), Graf von Lucca, Markgraf von Tuscien, † 884/889 (Haus Bonifacius)

      2. Doda, Äbtissin des Klosters Saint-Clément in Nantes, um 846 Äbtissin von Craon
      3. Lambert II. von Nantes, X 1. Mai 852, Graf „ex territorio Nannetense ortus“: erobert 840/41 die Grafschaft Nantes, 845 vom König als Markgraf der Bretonischen Mark, Graf von Nantes und Angers anerkannt, Dezember 846 vertrieben, 849 wieder im Amt, 849 Laienabt von Saint-Aubin in Angers, bestattet in Savenay; ⚭ um 850/851 Rotrud, getauft 835/840 in Pavia, Tochter des Kaisers Lothar I. (Karolinger)
        1. Witbert (Wicbert), Graf, Mündel von König Lothar II., 869 Vormund von dessen Sohn Hugo, Herzog im Elsass, von dem er nach dem 18. September 892 ermordet wurde.
          1.  ? Witbert (Vuibertus), Graf, 21. Dezember 896 als Gerichtsbeisitzer in Courtenot bei Bar-sur-Seine bezeugt

      4. Warnarius, Graf in der Bretagne 841, † hingerichtet 853
      5.  ? NN
        1. Gunfer (Gunferius), Neffe von Graf Lambert von Nantes, von dem er um 842 mit Herbauges belehnt wird

      6.  ? Cunrad (Cohunradus, Cunerad), „patruus“ (d. h. im engeren Sinne Onkel väterlicherseits) von Kaiser Wido und „patruelis“ (d. h. Sohn vom Bruder des Vaters) des Kaisers Lambert, Markgraf, Graf von Lecco, 892 mit dem Königshof Almenno nordwestlich Bergamo belehnt[6]
        1. Radalt, Graf von Lecco, 877/895 Graf, 913/926 Graf und Markgraf, 895 „summus consiliarius“ von Kaiser Lambert
          1.  ? Witbert, Graf von Lecco, 949 Missus Regius oder aber X 939 bei Spoleto
            1. Abo, 975 Diakon
            2. Atto, 956 bezeugt, † 28. März/20. Juli 975, Graf von Lecco, schenkt Almenno 975 dem Bischof von Bergamo, begraben in Almenno; ⚭ Ferlinda, † nach 14. Oktober 1001, Tochter von Bertarius von Bevulco
              1. Wido, 973 bezeugt, † jung

            3. Ermengarde, Gräfin, † nach 1010; ⚭ I NN; ⚭ II um 967 Gandulf, 971 Graf von Verona, † vor 14. Juni 995, Sohn von Riprand von Basilica Duce

    2. Wido, Graf, wohl ab 813 bis 831/32 Graf von Vannes, vielleicht identisch mit Graf Wido von Maine, X 834

  2. Hrodolt (Ruodolt, Rhodoldus), Graf, schenkt 772 Besitz bei Alzey und Bingen sowie im Taunus dem Kloster Fulda
  3. Werner I. (Präfekt des Ostlandes) (Warnharius, Werin, Warinharius), † ermordet 814 in der Aachener Königspfalz, Graf, 766 Mitbesitzer von Kloster Hornbach, schenkt viermal von 767 bis 812 im Lobdengau, Oberrheingau und Wormsgau an Kloster Lorsch. 814 geht Besitz im Taunus an Kloster Fulda (siehe: Salier)